# Federico II di Anhalt
Federico Leopoldo Edoardo Carlo Alessandro di Anhalt (Dessau, 19 agosto 1856 – Ballenstedt, 21 aprile 1918) fu duca di Anhalt dal 1904 al 1918.

## Biografia
Figlio dell'allora principe ereditario (poi duca) Federico di Anhalt, visse la propria infanzia e giovinezza particolarmente legato al fratello maggiore Leopoldo, col quale compì diversi viaggi di studio a Ginevra, Bonn e Monaco di Baviera. Entrambi i fratelli entrarono giovanissimi nei ranghi dell'esercito prussiano come da tradizione di famiglia e rimasero in servizio attivo per il resto della loro vita.
Dal 1886, a seguito dell'improvvisa e prematura scomparsa del fratello maggiore Leopoldo (erede al trono paterno), Federico venne chiamato dal padre ad interessarsi all'amministrazione statale in previsione di una sua futura successione. Dal 1904 al 1918 fu per l'appunto duca di Anhalt, succedendo al padre.
Il 2 luglio 1889, a Karlsruhe, sposò la principessa Maria di Baden, figlia di Luigi Guglielmo di Baden e di Maria di Leuchtenberg e sorella del cancelliere dell'Impero tedesco Massimiliano di Baden.
Durante il suo regno divenne particolarmente noto per il suo amore per la musica e mantenne un teatro di corte che fu uno dei più celebrati in Europa nella sua epoca. Nel 1914, nel corso della prima guerra mondiale, istituì la Croce di Federico come decorazione di merito in tempo di guerra. Fu membro del Corps Borussia Bonn.
Morì senza eredi nel 1918 al castello di Ballenstedt e venne succeduto dal fratello minore Edoardo, anche se per breve tempo, in quanto morì a settembre dello stesso anno.

## Onorificenze

Il monogramma personale di Federico II.

## Ascendenza
|                                                |                                      |                                                       | Genitori                                            |  |  | Nonni |  |  | Bisnonni                                       |  |  | Trisnonni                           |  |
|                                                |                                      |                                                       |                                                     |  |  |       |  |  | Federico, Principe Ereditario di Anhalt-Dessau |  |  | Leopoldo III, Duca di Anhalt-Dessau |  |
|                                                |                                      |                                                       |                                                     |  |  |       |  |  | Federico, Principe Ereditario di Anhalt-Dessau |  |  | Leopoldo III, Duca di Anhalt-Dessau |  |
|                                                |                                      | Margravia Luisa di Brandeburgo-Schwedt                |                                                     |  |  |       |  |  | Federico, Principe Ereditario di Anhalt-Dessau |  |  |                                     |  |
| Leopoldo IV, Duca di Anhalt                    |                                      |                                                       |                                                     |  |  |       |  |  | Federico, Principe Ereditario di Anhalt-Dessau |  |  |                                     |  |
|                                                |                                      | Langravia Amalia d'Assia-Homburg                      | Federico V, Langravio d'Assia-Homburg               |  |  |       |  |  |                                                |  |  |                                     |  |
|                                                |                                      | Langravia Amalia d'Assia-Homburg                      | Federico V, Langravio d'Assia-Homburg               |  |  |       |  |  |                                                |  |  |                                     |  |
|                                                |                                      | Langravia Amalia d'Assia-Homburg                      | Langravia Carolina d'Assia-Darmstadt                |  |  |       |  |  |                                                |  |  |                                     |  |
| Federico I, Duca di Anhalt                     |                                      | Langravia Amalia d'Assia-Homburg                      |                                                     |  |  |       |  |  |                                                |  |  |                                     |  |
|                                                |                                      | Principe Luigi Carlo di Prussia                       | Federico Guglielmo II di Prussia                    |  |  |       |  |  |                                                |  |  |                                     |  |
|                                                |                                      | Principe Luigi Carlo di Prussia                       | Federico Guglielmo II di Prussia                    |  |  |       |  |  |                                                |  |  |                                     |  |
|                                                |                                      | Principe Luigi Carlo di Prussia                       | Principessa Federica Luisa d'Assia-Darmstadt        |  |  |       |  |  |                                                |  |  |                                     |  |
| Principessa Federica Guglielmina di Prussia    |                                      | Principe Luigi Carlo di Prussia                       |                                                     |  |  |       |  |  |                                                |  |  |                                     |  |
|                                                |                                      | Federica di Meclemburgo-Strelitz                      | Carlo II, Duca di Meclemburgo-Strelitz              |  |  |       |  |  |                                                |  |  |                                     |  |
|                                                |                                      | Federica di Meclemburgo-Strelitz                      | Carlo II, Duca di Meclemburgo-Strelitz              |  |  |       |  |  |                                                |  |  |                                     |  |
|                                                |                                      | Federica di Meclemburgo-Strelitz                      | Principessa Federica d'Assia-Darmstadt              |  |  |       |  |  |                                                |  |  |                                     |  |
| Federico II, Duca di Anhalt                    |                                      | Federica di Meclemburgo-Strelitz                      |                                                     |  |  |       |  |  |                                                |  |  |                                     |  |
|                                                | Federico, Duca di Sassonia-Altenburg | Ernesto Federico III, Duca di Sassonia-Hildburghausen |                                                     |  |  |       |  |  |                                                |  |  |                                     |  |
|                                                | Federico, Duca di Sassonia-Altenburg | Ernesto Federico III, Duca di Sassonia-Hildburghausen |                                                     |  |  |       |  |  |                                                |  |  |                                     |  |
|                                                | Federico, Duca di Sassonia-Altenburg | Principessa Ernestina di Sassonia-Weimar              |                                                     |  |  |       |  |  |                                                |  |  |                                     |  |
| Principe Edoardo di Sassonia-Altenburg         | Federico, Duca di Sassonia-Altenburg |                                                       |                                                     |  |  |       |  |  |                                                |  |  |                                     |  |
|                                                |                                      | Duchessa Carlotta Giorgina di Meclemburgo-Strelitz    | Carlo II, Duca di Meclemburgo-Strelitz              |  |  |       |  |  |                                                |  |  |                                     |  |
|                                                |                                      | Duchessa Carlotta Giorgina di Meclemburgo-Strelitz    | Carlo II, Duca di Meclemburgo-Strelitz              |  |  |       |  |  |                                                |  |  |                                     |  |
|                                                |                                      | Duchessa Carlotta Giorgina di Meclemburgo-Strelitz    | Principessa Federica d'Assia-Darmstadt              |  |  |       |  |  |                                                |  |  |                                     |  |
| Principessa Antonietta di Sassonia-Altenburg   |                                      | Duchessa Carlotta Giorgina di Meclemburgo-Strelitz    |                                                     |  |  |       |  |  |                                                |  |  |                                     |  |
|                                                |                                      | Carlo, Principe di Hohenzollern-Sigmaringen           | Antonio Luigi, Principe di Hohenzollern-Sigmaringen |  |  |       |  |  |                                                |  |  |                                     |  |
|                                                |                                      | Carlo, Principe di Hohenzollern-Sigmaringen           | Antonio Luigi, Principe di Hohenzollern-Sigmaringen |  |  |       |  |  |                                                |  |  |                                     |  |
|                                                |                                      | Carlo, Principe di Hohenzollern-Sigmaringen           | Principessa Amalia Zefirina di Salm-Kyrburg         |  |  |       |  |  |                                                |  |  |                                     |  |
| Principessa Amalia di Hohenzollern-Sigmaringen |                                      | Carlo, Principe di Hohenzollern-Sigmaringen           |                                                     |  |  |       |  |  |                                                |  |  |                                     |  |
|                                                |                                      | Maria Antonietta Murat                                | Pierre Murat                                        |  |  |       |  |  |                                                |  |  |                                     |  |
|                                                |                                      | Maria Antonietta Murat                                | Pierre Murat                                        |  |  |       |  |  |                                                |  |  |                                     |  |
|                                                |                                      | Maria Antonietta Murat                                | Louise d'Astorg                                     |  |  |       |  |  |                                                |  |  |                                     |  |
|                                                |                                      | Maria Antonietta Murat                                |                                                     |  |  |       |  |  |                                                |  |  |                                     |  |